# Трофимов, Геннадий Васильевич
Геннадий Васильевич Трофимов (9 апреля 1948, Болхов, Орловская область) — советский и российский композитор, певец, актёр, педагог по вокалу, хормейстер, автор музыки к многочисленным спектаклям и фильмам.

## Биография
Петь начал в четыре года. В более старшем возрасте научился играть на баяне. После музыкального училища в Орле поступил в Государственное музыкальное училище имени Гнесиных, по окончании которого работал педагогом в Орловском музыкальном училище, а потом уехал в Сухумскую филармонию.
По рекомендации Юрия Энтина приехал в Москву к Алексею Рыбникову и был принят в московский театр имени Ленинского комсомола. В это время в театре ставилась «Звезда и смерть Хоакина Мурьеты», и Трофимов, помимо участия в этой рок-опере (партия Хоакина и партия Смерти), учил актёров петь в этом жанре, занимался с Александром Абдуловым, Николаем Караченцовым, Еленой Шаниной.
Геннадий Трофимов был исполнителем главных ролей в рок-опере «Юнона и Авось» (партия графа Резанова в первой редакции оперы). Исполнял песни в фильмах «И это всё о нём», «Проданный смех», «Мама», «Честь имею», «Приключения маленького Мука», «Новые приключения капитана Врунгеля», «Баба-Яга против!», «Граница. Таёжный роман», «Шкатулка с секретом» („Фиксатор“) и др. Также принимал участие в записи кантаты «Ода доброму вестнику» Эдуарда Артемьева, написанной композитором к Московской Олимпиаде и позже выпущенной на виниле.
Диапазон трофимовского голоса поистине уникален — от баса-профундо до самых верхних тонов тенора.

Алексей Рыбников:

Голос Трофимова богаче любого инструмента…

Он — одарённый композитор, автор музыки к многочисленным спектаклям и фильмам («Честь имею», «Ехали два шофёра»).
Многие известные актёры и певцы считают Геннадия Трофимова своим учителем по вокалу. Одним из лучших учеников является его сын Илья Трофимов.
Голос Геннадия Трофимова записан на многочисленных CD с саундтреками рок-опер и кинофильмов, в записи музыки которых он принимал участие. Первый сольный CD Г. Трофимова («Голос») вышел в 2010 году.